# رغوة كمية
الرغوة الكمومية أو رغوة الزمكان هي تقلب الزمكان على نطاقات صغيرة جدًا بسبب ميكانيكا الكم. ابتكر جون ويلر الفكرة عام 1955. 

## خلفية
مع نظرية غير مكتملة عن الجاذبية الكمية، من المستحيل التأكد مما سيبدو عليه الزمكان في المقاييس الصغيرة. ومع ذلك، لا يوجد سبب يجعل الزمكان سلسًا بشكل أساسي. من الممكن، بدلاً من ذلك، في نظرية الجاذبية الكمية، أن يتألف الزمكان من العديد من المناطق الصغيرة المتغيرة باستمرار حيث يكون الزمان والمكان غير محددين، ولكنهما يتقلبان بطريقة تشبه الرغوة.
اقترح ويلر أن مبدأ عدم اليقين لهايزنبرغ قد يعني أنه على مدى مسافات صغيرة بما فيه الكفاية وفترات زمنية قصيرة بما فيه الكفاية، فإن «هندسة تقلبات الزمكان شديدة». يمكن أن تكون هذه التقلبات كبيرة بما يكفي لتتسبب في انحرافات كبيرة عن الزمكان الذي يظهر على المقاييس الميكروسكوبية، مما يمنح الزمكان طبيعة «رغوية».

## نتائج تجريبية
في عام 2009، كشف التلسكوبان MAGIC (التصوير الجوي لأشعة جاما الكبرى تشيرنكوف) أنه من بين فوتونات أشعة غاما القادمة من البليزر ماركاريان 501، وصلت بعض الفوتونات بمستويات طاقة مختلفة في أوقات مختلفة، مما يشير إلى أن بعض الفوتونات تحركت ببطء أكثر وبالتالي يتناقض مع نظرية النسبية العامة لسرعة الضوء كونها ثابتة، وهو تناقض يمكن تفسيره بعدم انتظام الرغوة الكمومية. ومع ذلك، لم تتمكن التجارب الأحدث من تأكيد الاختلاف المفترض في سرعة الضوء بسبب التحبب في الفضاء. 
كما أسفرت التجارب الأخرى التي تنطوي على استقطاب الضوء من رشقات أشعة جاما البعيدة عن نتائج متناقضة. المزيد من التجارب الارضية جارية  أو مقترحة.

### القيود والحدود
من المتوقع أن تحدث التقلبات الكبيرة المميزة لرغوة الزمكان على مقياس الطول بترتيب طول بلانك. سيكون للزمان الرغوي حدود على الدقة التي يمكن من خلالها قياس المسافات لأن حجم الفقاعات الكمومية العديدة التي تتقلب من خلالها رحلات الضوء. اعتمادًا على نموذج الزمكان المستخدم، تتراكم شكوك الزمكان بمعدلات مختلفة أثناء انتقال الضوء عبر المسافات الشاسعة.
تُظهر بيانات الأشعة السينية وأشعة غاما من النجوم الزائفة البيانات من مرصد تشاندرا للأشعة السينية التابع لوكالة ناسا، ومنظار تلسكوب أشعة غاما الفيرمي وملاحظات أشعة غاما الأرضية من مصفوفة تلسكوب التصوير الإشعاعي النشط للغاية (VERITAS) أن الزمكان متحد إلى مسافات أصغر 1000 مرة من نواة ذرة الهيدروجين.
وضعت ملاحظات الإشعاع من الكوازارات القريبة بواسطة فلويد ستيكر من مركز غوادارد لرحلات الفضاء التابع لناسا حدودًا تجريبية قوية على الانتهاكات المحتملة لنظرية النسبية الخاصة لآينشتاين التي ينطوي عليها وجود الرغوة الكمومية. وهكذا أعطت الأدلة التجريبية حتى الآن مجموعة من القيم التي يمكن للعلماء من خلالها اختبار الرغوة الكمومية.

#### نموذج الانتشار العشوائي
يستبعد اكتشاف شاندرا للأشعة السينية للكوازارات على مسافات بمليارات السنوات الضوئية النموذج الذي تنتشر فيه الفوتونات بشكل عشوائي من خلال رغوة الزمكان، على غرار الضوء المنتشر بالمرور عبر الضباب.

#### النموذج الهولوغرافي
قياسات الكوازارات عند أطوال موجية أقصر لأشعة غاما مع فيرمي، وأطوال موجات أقصر مع فيريتاس تستبعد نموذجًا ثانيًا يسمى النموذج المجسم مع انتشار أقل.   

## العلاقة مع نظريات أخرى
توفر تقلبات الفراغ فراغًا بطاقة غير صفرية تعرف باسم طاقة الفراغ.
نظرية رغوة الدوران هي محاولة حديثة لجعل فكرة ويلر كمية.